# محاصره و فتح بغداد (۱۹۷ هجری)
محاصره و فتح بغداد، نتیجهٔ درگیری و خصومتی بود که پس از مرگ هارون‌الرشید و بر سر جانشینی وی، میان فرزندانش، امین و مأمون، پدید آمد. بر اثر سلسله درگیری و کشمکش‌های سیاسی و در ادامه نظامی، که میان دو وارث هارون‌الرشید در سال‌های ۱۹۴ هجری تا ۱۹۷ هجری رخ داد و شکست‌های پیاپی امین را به همراه داشت، بغداد، مرکز خلافت، در سال ۱۹۷ هجری به محاصرهٔ قوای مأمون به فرماندهی طاهر بن حسین و هرثمه بن اعین درآمد. این شهر پس از مقاومتی حدوداً چهارده‌ماهه و برجا ماندن تلفات سنگین از طرفین درگیری، در سال ۱۹۸ هجری سقوط کرد و مدتی بعد با قتل امین، این نبرد پایان یافت.

## پیش زمینه
پس از مرگ هارون الرشید و نمودار شدن اختلاف و درگیری میان مأمون و امین بر سر خلافت، طاهر بن حسین عهده‌دار وظایف سنگین تری از سمت مأمون گشت و به کنشگری فعال و عنصری مهم در روند تصاحب قدرت توسط مأمون تبدیل گشت. امین در سال ۱۹۵ هجری علی بن عیسی را در راس سپاهی به جنگ با مأمون و دستگیری او گسیل نمود. مأمون نیز پس از مشورت با فضل بن سهل، وزیر خود، طاهر را به فرماندهی لشکر خود منصوب نمود و او را به جنگ با علی بن عیسی فرستاد.
طاهر، پس از پیروزی در نبرد ری، به مقابله با لشکرهایی که به صورت پیاپی از سمت امین گسیل می‌گشتند، پرداخت. و به پیشروی به سمت عراق ادامه داد. وی در همدان با یکی از سرداران امین، به نام عبدالرحمن بن جبله ابناوی، روبرو گشت و پس از جنگی سخت با آنان و محاصره چند ماهه همدان، وی را از پای درآورد و لشکرش را وادار به هزیمت نمود. پس از این واقعه، طاهر شهرها را یکی پس از دیگری با جنگ‌های پراکنده یا روش‌های دیگر فتح نمود. در ادامه، پس از نبردی که با محمد بن یزید مهلبی، از سواران جنگاور عرب، و لشکرش در نزدیکی اهواز رخ داد، طاهر و سپاهش موفق به کشتن محمد و شکست لشکرش گشتند و پس از فتح اهواز به سمت بغداد، مقر خلافت امین، به راه افتادند. طاهر در راه رسیدن به بغداد، به مناطق مختلف مانند عراق، حجاز و یمن، نماینده ارسال می‌کرد و برای مأمون به جمع‌آوری بیعت می‌پرداخت. از سمت دیگر هرثمه بن اعین نیز به دستور مأمون با سپاهی از سمت نهروان به بغداد حرکت کرد و برای یاری طاهر در فتح بغداد، به او پیوست.

## محاصره بغداد
طاهر و هرثمه به وسیلهٔ لشکریانی که در اختیار داشتند به محاصرهٔ اطراف بغداد مشغول گشتند و با شدت بخشیدن به این محاصره، فشار را بر لشکریان امین افزون نمودند. خزانهٔ امین نیز در آغاز سال ۱۹۷ هجری/ ۸۱۲ میلادی خالی گشت و این امر موجب خلل در صفوف یاران او شد. به همین دلیل امین هرآنچه از جامه‌های طلا و نقره در اختیار داشت، به لشکریان می‌بخشید تا در امر ترمیم و استحکام دروازه‌های بغداد بکوشند. یکی از عوامل ایجاد هرج و مرج، واگذاری تمامی امور به وزیران و مشاورانی مانند فضل بن ربیع از سوی امین بود، در حالی که خود از امور کناره گرفته بود و به تفریح و معاشرت با زنان و جمع‌آوری ثروت و طرب مشغول بود. امین در کنار ویژگی‌های برجسته همچون نسب هاشمی از سمت پدر و مادر و همچنین تربیت شایسته و توان جسمی، در امور حکومت و تصمیم‌گیری‌ها ناتوان و سست‌عنصر بود، که همین امر موجب می‌گشت تا صلاحیت خلافت از وی سلب شود. به علت وجود چنین ضعف‌هایی در امین، مخصوصاً در هنگام نبرد با طاهر، اطرافیانش که به آینده‌اش امیدی نداشتند، تدریجاً از اطرافش پراکنده می‌گشتند. در سمت دیگر جبهه، طاهر نیز، با به کارگیری حربه‌های مختلف بر وضعیت آشفتهٔ بغداد دامن می‌زد، به طوری که مقدمات محاصره و فتح این شهر بزرگ و مهم برای او میسر گشت. طاهر در آغاز سال ۱۹۷ هجری/ ۸۱۲ میلادی، با همراهی سردارانی چون هرثمه و زهیر بن المسیب به محاصرهٔ بغداد اقدام نمود و هریک از سرداران خویش را مسئول فتح قسمتی از این شهر کرد. سپس با جمع‌آوری دستگاه‌های نابودکنندهٔ حصار، به شهر حمله برد و بغداد را آماج حملهٔ منجنیق‌ها و عراده‌ها نمود، به طوری که خسارت و ویرانی فوق‌العاده‌ای بر جای گذاشت و با جدیت خود در این زمینه، وحشت را بر ساکنان این شهر حاکم گرداند. طاهر از روش‌های دیگری نیز در این راه بهره می‌جست، از جمله این که برای جذب یا تسلیم گشتن بزرگان و اطرافیان امین، اموال و املاکشان را مصادره می‌نمود و آنان را به بیعت با مأمون فرا می‌خواند که این روش بسیار مؤثر واقع گشت و صاحب‌منصبان که آیندهٔ نبرد و در نتیجهٔ آن، پیروزی طاهر را پیش روی خود می‌دیدند، از اطراف امین پراکنده می‌شدند. این جنگ، تلفات فراوانی از دو طرف درگیر به جای گذاشت و حتی هرثمه نیز در جریان یکی از حملات اسیر گشت که با یاری سربازانش رهایی یافت و مورد سرزنش طاهر قرار گرفت. طرفداران امین، علی‌الخصوص عیاران که به دفاع از مظلومان هم‌قسم بودند، به وسیلهٔ سلاح‌های مختصر خود که مشتمل بر سپری از حصیر قیراندود و شمشیر و گرز و فلاخن بود به دفاع سرسختانه از او می‌پرداختند و بسیار در این راه پایداری می‌کردند. اگرچه سرانجام، آنان نیز به غارت اموال مردم و ستم بر آنان روی آوردند. مردم نیز با سخت گشتن شرایط حیات در شهر، به بهانه‌های مختلف همچون حج از شهر می‌گریختند و به اطراف پناه می‌بردند. طاهر برای سخت‌تر کردن شرایط به نابود ساختن و به آتش کشیدن منازل روی آورد که نتیجه‌ای در پی نداشت و سپس نظارت خود را بر ورود و خروج آذوقه و خواربار شدید ساخت، به طوری که شرایط حاکم، دفاع از شهر را بسیار سخت نمود و موجبات سقوط آن را فراهم کرد.

## فتح بغداد و محاصرهٔ امین
محاصرهٔ بغداد تا سال ۱۹۸ هجری/ ۸۱۳ میلادی، به صورت فرسایشی به درازا کشید تا در محرم همین سال، طاهر بر شدت حملات خود افزود و محلات را یکی پس از دیگری فتح نمود و به لشکر دستور داد که برای فتح نهایی بغداد، حمله را آغاز نمایند و سرانجام بغداد، در همین زمان فتح گردید. یاران امین نیز با مشاهدهٔ این وضعیت، پراکنده گشتند و به طاهر پناه می‌بردند. در طی این درگیری بسیاری از افراد دو طرف درگیر کشته شدند و فقط کسانی که به اردوی طاهر می‌پیوستند، در امان بودند. طاهر با ورود به بغداد اعلام نمود که کسانی که در خانهٔ خود ساکن باشند، در امان هستند. امین با تعدادی از یاران خویش در مدینه‌المنصور مورد محاصره قرار گرفت و در فکر تسلیم شدن به هرثمه بود، اما یارانش پیشنهاد کردند که محاصره را شکسته و به جانب شام یا جزیره بگریزد و پس از تجدید قوا به مقابله با طاهر بپردازد، که مورد پذیرش امین قرار گرفت. اما طاهر با اطلاع از این تصمیم، با نگارش نامه‌ای به یاران امین، آنان را به واسطهٔ اموال و املاکشان تهدید کرد، که در نتیجهٔ آن افرادی مانند سلیمان بن منصور، محمد بن عیسی و سندی بن شاهک، دچار وحشت گشتند و با آوردن عذر و بهانه امین را از این تصمیم منصرف نمودند و او را نسبت به تسلیم شدن به طاهر خوشبین ساختند. امین نیز در نامه‌ای با تحکم و آمرانه از طاهر خواست که او را به نزد مأمون ببرد تا او تصمیم نهایی را بگیرد. اما طاهر که به پیروزی خود و سرانجام امین واقف بود، با بی‌توجهی برخورد نمود و گفت که باید تسلیم حکم او گردد. امین نیز از اهداف و امیال طاهر مطلع بود و تصمیم او را پیش‌بینی می‌نمود و از جهتی به علت وجود شایستگی‌های متعدد، متمایل بود که او را در خدمت داشته باشد، اما این گونه نشد.

## امان خواستن از هرثمه و سرانجام امین
امین پس از ناامیدی از جانب طاهر، به هرثمه بن اعین روی آورد. در نظر امین، هرثمه بهترین شخص برای تسلیم گشتن بود. او هرثمه را از موالی و خدمتگزاران خود و پدرش می‌دانست و به وفاداری‌اش نیز اطمینان داشت و در اثر شرایط پیش آمده، شناخت و اعتمادش نسبت به او فزونی یافته بود؛ بنابراین در نامه‌ای از هرثمه درخواست کمک و امان نمود. هرثمه نیز این رویداد را افتخاری برای خود می‌دانست زیرا به سبب آن می‌توانست به پیروزی بزرگی در برابر طاهر نائل آید. هرثمه همچنین تحت تأثیر غیرت و تعصب عربی خویش، مخالف هرگونه اقدام خراسانیان دربارهٔ امین بود که به همین سبب با امین پیمان بست که او را از هر گزندی محفوظ داشته و به درگاه مأمون گسیل نماید، حتی در صورت نیاز شفاعت امین را در نزد مأمون نماید و در صورت مخالفت مأمون با او درگیر گردد. تعهداتی که هرثمه پیشنهاد نمود، خوشایند امین واقع گشت و با قبول آن، تصمیمات لازم برای تسلیم شدن به هرثمه اتخاذ گشت. اما در طرف دیگر، طاهر از وصول این خبر ناراحت و خشمگین گشته و از آنجا که قصد نداشت تا امتیازات و پیروزی نهایی را برای هرثمه گذاشته یا او را شریک خود نماید، تصمیم گرفت مانع این اتفاق گردد. هرثمه با اطلاع از مخالفت طاهر، مجلسی از بزرگان بغداد تشکیل داد که در طی آن به طاهر یادآور شدند که امین هرگز تسلیم وی نمی‌گردد اما انگشتری، عصا و ردای خلافت را برای طاهر خواهد فرستاد که مورد موافقتش واقع شد و مخالفتی با تسلیم امین به هرثمه ننمود اما یکی از سران امین که هرش نام داشت از توطئهٔ موجود پرده برداشت که بر اساس آن امین به همراه نشانه‌های خلافت، تسلیم هرثمه خواهد گشت. طاهر نیز با توجه به عدم اعتماد نسبت به امین و هرثمه در صدد محبوس یا مقتول ساختن امین برآمد و به همین منظور به وسیلهٔ افرادش، قصر امین و مادرش را تحت نظر گرفت و دستورهای لازم در جهت جلوگیری از پیوستن امین به هرثمه را به سپاهیان ابلاغ نمود. پنج شب مانده از محرم سال ۱۹۸ هجری/ ۸۱۳ میلادی، امین با وجود اخطار هرثمه به او دربارهٔ تأمین امنیتش و توصیه به تسلیم گشتنش در روز بعد برای محافظت از جانش، به علت جایز ندانستن هرگونه تعلل و تأخیر، از کاخ خود بیرون آمده و به اخطار هرثمه بی‌توجهی نمود. امین بر قایقی که برای او در کنار دجله آماده کرده‌بودند و هرثمه خود با آن به استقبال امین آمده بود، سوار شد. هرثمه در مواجهه با امین، اظهار اطاعت و بندگی نمود. مسیری طی نشده بود که سپاهیان طاهر از کمینگاه خویش خارج گشته و به سوی قایق، سنگ و تیر پرتاب نمودند. در ادامه افرادی به زیر قایق رفته و آن را واژگون ساختند. یکی از یاران هرثمه او را نجات داد و امین نیز با شنا، خود را به کنار آب رساند. روایت است که پیش از اسارت امین، یکی از یارانش که احمد بن سلام نام داشت را اسیر نمودند که پس از پرسش از او دربارهٔ امین، وی اظهار بی‌اطلاعی نمود. سرانجام امین اسیر گشت و توسط محمد بن حمید طاهری شناسایی گشته و این خبر به اطلاع طاهر رسید، که او نیز بلافاصله دستور قتل امین را به قریش دندانی، حاجب خویش، ابلاغ نمود. بدین ترتیب امین در اسارت کشته شد. بدن امین در باغ مونسه دفن گردیده و سرش به همراه فتح‌نامه‌ای توسط قاصدی به نزد مأمون در مرو، فرستاده شد. البته پیش از آن، سر امین را به یکی از سرداران هرثمه نشان دادند تا سپاهیانش و طرفداران امین، کار را پایان یافته بیابند.